# Couranga diehappy
Couranga diehappy is een spinnensoort in de taxonomische indeling van de Stiphidiidae.
Het dier behoort tot het geslacht Couranga. De wetenschappelijke naam van de soort werd voor het eerst geldig gepubliceerd in 2008 door Michael R. Gray en Helen Motum Smith.